# Spencer Littleson
Spencer Phillip Littleson (Rochester Hills, 29 mei 1998) is een Amerikaans basketballer.

## Carrière
Littleson speelde collegebasketbal van 2016 tot 2017 voor Duquesne Dukes en van 2017 tot 2021 voor de Toledo Rockets. Hij werd niet gekozen in de NBA draft en speelde voor de Detroit Pistons in de NBA Summer League. Daarop tekende hij een contract bij Limburg United waar hij een seizoen speelde en de Belgische beker mee won. In 2022 tekende hij een contract bij het Portugese Imortal Basket. Voor het seizoen 2023/24 tekende hij bij de Spaanse tweedeklasser CD Estela en speelde er ook in het seizoen 2024/25.

## Erelijst
- Belgisch bekerwinnaar: 2022